# Robert Gucher
Robert Gucher (Graz, 20 febbraio 1991) è un calciatore austriaco, centrocampista del Treviso.

## Carriera

### Club
Centrocampista centrale, cresce nel TuS Paldau e nel LAZ Weiz, prima di passare al Grazer AK nel 2005. Il 1º agosto 2007, a poco più di 16 anni, viene ingaggiato dall'Aston Villa, ma il trasferimento viene annullato a causa di un contenzioso aperto dal club di appartenenza del calciatore.
Esordisce nella seconda squadra del Grazer nella stagione 2007-2008, quindi passa in prima squadra dove colleziona 6 presenze e una rete. Il 10 luglio 2008 viene acquistato dal Frosinone insieme al connazionale Dieter Elsneg. Il tecnico Piero Braglia lo fa esordire in Serie B e nel calcio italiano il 21 aprile 2009 nel match salvezza contro il Modena al Comunale. Nella stagione colleziona 10 presenze e nell'ultimo giorno del mercato di gennaio passa in prestito con diritto di riscatto al Genoa. Mai schierato in campo con la prima squadra, viene impiegato spesso con la squadra Primavera con la quale vince il campionato.
Al termine della stagione il Genoa acquisisce la compartecipazione del cartellino del giocatore che torna però al Frosinone per la stagione successiva. Durante la preparazione estiva con il Frosinone subisce un grave infortunio. Viene operato al ginocchio sinistro per una lesione del menisco mediale a manico di secchio il 16 agosto 2010.
Il 31 gennaio 2011 Genoa e Frosinone decidono di darlo in prestito fino a fine stagione al Kapfenberger. Il 22 giugno 2012 la comproprietà viene risolta a favore del Frosinone. Il 31 maggio 2015, in seguito alla prima, storica promozione in Serie A del club ciociaro, diventa cittadino onorario di Frosinone insieme al resto della squadra.
Il 17 gennaio 2017 il suo cartellino viene acquisito a titolo definitivo dal Vicenza.
Il 17 luglio dello stesso anno passa al Pisa, con cui nel giugno 2019 ottiene la promozione in Serie B.
Dopo una prima parte di stagione trascorsa fuori rosa, il 31 gennaio 2023 viene ceduto a titolo definitivo al Pordenone, in Serie C.
Il 21 luglio 2023 si trasferisce alla Lucchese, dover firma un contratto fino al 30 giugno 2025.
Il 29 luglio 2025 firma un contratto con il Treviso, in Serie D.

### Nazionale
Ha militato nelle nazionali giovanili austriache Under-16, Under-17 e Under-18, prima di entrare a far parte dell'Under-19 con cui ha preso parte alle qualificazioni all'Europeo di categoria tenutosi in Ucraina nel 2009. Con la nazionale Under-20 ha partecipato al Mondiale di categoria del 2011 in Colombia prendendo parte a 3 partite.
Viene convocato per la prima volta nella nazionale maggiore il 3 novembre 2015 per l'amichevole del 17 novembre dello stesso anno contro la Svizzera, tuttavia senza mai scendere in campo.

## Statistiche

### Presenze e reti nei club
Statistiche aggiornate al 17 maggio 2025.
| Stagione            | Squadra             | Campionato          | Campionato | Campionato | Coppe nazionali | Coppe nazionali | Coppe nazionali | Coppe continentali | Coppe continentali | Coppe continentali | Altre coppe | Altre coppe | Altre coppe | Totale | Totale |
| Stagione            | Squadra             | Comp                | Pres       | Reti       | Comp            | Pres            | Reti            | Comp               | Pres               | Reti               | Comp        | Pres        | Reti        | Pres   | Reti   |
| ------------------- | ------------------- | ------------------- | ---------- | ---------- | --------------- | --------------- | --------------- | ------------------ | ------------------ | ------------------ | ----------- | ----------- | ----------- | ------ | ------ |
| 2007-2008           | Grazer A-K          | BL                  | 6          | 1          | CA              | 0               | 0               | -                  | -                  | -                  | -           | -           | -           | 6      | 0      |
| 2008-2009           | Frosinone           | B                   | 1          | 0          | CI              | 0               | 0               | -                  | -                  | -                  | -           | -           | -           | 1      | 0      |
| 2009-gen. 2010      | Frosinone           | B                   | 10         | 0          | CI              | 2               | 0               | -                  | -                  | -                  | -           | -           | -           | 12     | 0      |
| gen.-giu. 2010      | Genoa               | A                   | 0          | 0          | CI              | 0               | 0               | UEL                | 0                  | 0                  | -           | -           | -           | 0      | 0      |
| 2010-gen. 2011      | Frosinone           | B                   | 7          | 0          | CI              | 1               | 0               | -                  | -                  | -                  | -           | -           | -           | 8      | 0      |
| gen.-giu. 2011      | Kapfenberger        | BL                  | 11         | 0          | CA              | 0               | 0               | -                  | -                  | -                  | -           | -           | -           | 11     | 0      |
| 2011-2012           | Kapfenberger        | BL                  | 10         | 1          | CA              | 1               | 0               | -                  | -                  | -                  | -           | -           | -           | 11     | 1      |
| Totale Kapfenberger | Totale Kapfenberger | Totale Kapfenberger | 21         | 1          |                 | 1               | 0               |                    | -                  | -                  |             | -           | -           | 22     | 1      |
| 2012-2013           | Frosinone           | 1D                  | 21         | 2          | CI+CI-LP        | 1+0             | 0               | -                  | -                  | -                  | -           | -           | -           | 22     | 2      |
| 2013-2014           | Frosinone           | 1D                  | 23+5       | 3          | CI+CI-LP        | 4+3             | 1+2             | -                  | -                  | -                  | -           | -           | -           | 35     | 6      |
| 2014-2015           | Frosinone           | B                   | 34         | 3          | CI              | 1               | 0               | -                  | -                  | -                  | -           | -           | -           | 35     | 3      |
| 2015-2016           | Frosinone           | A                   | 24         | 0          | CI              | 1               | 0               | -                  | -                  | -                  | -           | -           | -           | 25     | 0      |
| 2016-gen. 2017      | Frosinone           | B                   | 4          | 0          | CI              | 2               | 0               | -                  | -                  | -                  | -           | -           | -           | 6      | 0      |
| Totale Frosinone    | Totale Frosinone    | Totale Frosinone    | 124+5      | 8          |                 | 15              | 3               |                    | -                  | -                  |             | -           | -           | 144    | 11     |
| gen.-giu. 2017      | Vicenza             | B                   | 15         | 0          | CI              | 0               | 0               | -                  | -                  | -                  | -           | -           | -           | 15     | 0      |
| 2017-2018           | Pisa                | C                   | 35+2       | 3          | CI+CI-C         | 2+0             | 0               | -                  | -                  | -                  | -           | -           | -           | 39     | 3      |
| 2018-2019           | Pisa                | C                   | 34+6       | 1+2        | CI+CI-C         | 4+2             | 0               | -                  | -                  | -                  | -           | -           | -           | 46     | 3      |
| 2019-2020           | Pisa                | B                   | 34         | 1          | CI              | 2               | 0               | -                  | -                  | -                  | -           | -           | -           | 36     | 1      |
| 2020-2021           | Pisa                | B                   | 37         | 6          | CI              | 1               | 0               | -                  | -                  | -                  | -           | -           | -           | 38     | 6      |
| Totale Pisa         | Totale Pisa         | Totale Pisa         | 164+9      | 11+2       |                 | 10+2            | 0               |                    | -                  | -                  |             | -           | -           | 185    | 13     |
| gen.-giu.2023       | Pordenone           | C                   | 11+1       | 0          | CI              | 0               | 0               | -                  | -                  | -                  | -           | -           | -           | 12     | 0      |
| 2023-2024           | Lucchese            | C                   | 34         | 4          | CI-C            | 5               | 0               | -                  | -                  | -                  | -           | -           | -           | 39     | 4      |
| 2024-2025           | Lucchese            | C                   | 21+2       | 0          | CI-C            | 0               | 0               | -                  | -                  | -                  | -           | -           | -           | 23     | 0      |
| Totale Lucchese     | Totale Lucchese     | Totale Lucchese     | 55+2       | 4          |                 | 5               | 0               |                    | -                  | -                  |             | -           | -           | 62     | 4      |
| 2025-2026           | Treviso             | D                   | 0          | 0          | CI-D            | 0               | 0               | -                  | -                  | -                  | -           | -           | -           | 0      | 0      |
| Totale carriera     | Totale carriera     | Totale carriera     | 387+16     | 24+2       |                 | 33              | 3               |                    | 0                  | 0                  |             | -           | -           | 436    | 29     |

## Palmarès

### Club
- Campionato Primavera: 1

Genoa: 2009-2010